# Steve Braun
Steve Braun (* 14. August 1976 in Winnipeg) ist ein kanadischer Fernseh- und Filmschauspieler.

## Leben und Wirken
Er wuchs in Winnipeg auf, bevor an der University of Toronto studierte und einen Abschluss in Philosophie machte. Des Weiteren studierte er dort, gemeinsam mit Micki Maunsel und Sandy Marshall, Schauspiel und Drama. Seine erste Rolle in einem Kinofilm hatte er 1998 in der kanadischen Komödie Hand. Danach folgten Rollen in Relic Hunter, No Man’s Land und Immortal – Der Unsterbliche.
Steve Braun lebt und arbeitet in Los Angeles, wo er neben der Schauspielerei Schauspielunterricht gibt. So hat er als Schauspiellehrer Haupt- und Seriendarsteller von  Iron Man 2 oder Vampire Diaries unterrichtet. Im Laufe seiner Karriere spielte er selbst die Hauptrollen in Filmen wie Harold & Kumar, Wrong Turn 2 oder The Trip. Regelmäßig tritt er in Fernsehshows auf und hatte einige Gastauftritte in CSI: Miami, CSI: NY, Gilmore Girls, The Mentalist und anderen Serien.
Braun unterrichtet auch Personen aus Politik und Wirtschaft und schult sie im Bereich der Kommunikation. In den Jahren 2007 und 2008 unterstützte er die Präsidentschaftskampagne von Barack Obama, indem er dessen Mitarbeiter und Freiwillige Helfer schulte. Er initiierte einen Marsch, um das Bewusstsein gegen häusliche Gewalt wachzurütteln. Fünf Tage lang sammelte er dabei Geld für Genesis House und Ikwe (das Wort bedeutet auf Ojibwe Frau), Zufluchtsstätten für Frauen in Winnipeg und hielt in Winkler einen Workshop für Schauspielinteressenten ab.
In den letzten Jahren sprach er hauptsächlich Rollen in Videogames.

## Filmografie (Auswahl)
- 1998: Relic Hunter – Die Schatzjägerin (Relic Hunter, Fernsehserie, Folge 1x06)
- 2000: No Man’s Land (Kurzfilm)
- 2000–2001: Immortal – Der Unsterbliche (The Immortal, Fernsehserie, 22 Folgen)
- 2002: Der Trip – Eine Liebe auf Umwegen (The Trip)
- 2002: Tornado Warning
- 2004: The Skulls 3 (The Skulls III)
- 2004: Harold & Kumar (Harold & Kumar Go to White Castle)
- 2005: Pterodactyl – Urschrei der Gewalt (Pterodactyl)
- 2005: Tru Calling – Schicksal reloaded! (Tru Calling, Fernsehserie, Folge 2x04)
- 2005: Twins (Fernsehserie, fünf Folgen)
- 2006: Gilmore Girls (Fernsehserie, Folge 7x08)
- 2006: CSI: NY (Fernsehserie, Folge 2x24)
- 2007: The Closer (Fernsehserie, Folge 3x09)
- 2007: Navy CIS (Fernsehserie, Folge 4x20)
- 2007: Bones – Die Knochenjägerin (Bones, Fernsehserie, Folge 2x15)
- 2007: Wrong Turn 2: Dead End
- 2008: The Mentalist (Fernsehserie, Folge 1x08)
- 2008: CSI: Miami (Fernsehserie, Folge 6x21)